# The View (песня)
«The View» (с англ. — «Взгляд») — песня американского певца Лу Рида и американской хеви-метал-группы Metallica. Это единственный сингл, выпущенный с альбома Lulu 27 сентября 2011 года.

## Музыкальный клип
Музыкальный клип, снятый Дарреном Аронофски и выпущенный 3 декабря 2011 года, показывает как Лу Рид и Metallica исполняют укороченную версию песни в студии звукозаписи.

## Критика
Изучая реакцию на трек и ранее выпущенный 30-секундный отрывок из него, The New Zealand Herald сообщила, что фанаты в интернете отреагировали крайне негативно. Rolling Stone поставил «The View» 4 балла из 5. Artist Direct дал песне 4,5 балла из 5, а One Thirty BPM — 5 баллов из 5.

## Список песен
| №  | Название   | Длительность |
| -- | ---------- | ------------ |
| 1. | «The View» | 5:17         |

## Участники записи
- Лу Рид — вокал, ритм-гитара, континуум
- Джеймс Хетфилд — вокал, ритм-гитара
- Кирк Хэмметт — соло-гитара
- Роберт Трухильо — бас-гитара
- Ларс Ульрих — барабаны